# (23411) Баянова
(23411) Баянова (лат. Bayanova) — типичный астероид главного пояса, открыт 26 сентября 1978 года советским астрономом Людмилой Журавлёвой в Крымской астрофизической обсерватории и 10 декабря 2011 года назван в честь румынской, советской и российской певицы Аллы Баяновой.

## Обнаружение и именование
(23411) Баянова
Открыт 26 сентября 1978 года в Крымской астрофизической обсерватории Л. В. Журавлёвой.
Алла Николаевна Баянова (Левицкая) (1914—2011) — румынская, советская и российская певица, исполнительница русских песен и романсов, автор музыки ко многим романсам. Она получила звания заслуженной артистки России (1993) и народной артистки России (1999).
Оригинальный текст (англ.)23411 Bayanova
Discovered 1978 Sept. 26 by L. V. Zhuravleva at the Crimean Astrophysical Observatory.
Alla Nikolaevna Bayanova (Levitskaya) (1914—2011) is a Romanian, Soviet and Russian singer, performer of Russian songs and romances, author of music for many romances. She received the titles of Honored Artist of Russia (1993) and People's Artist of Russia (1999).
Источники: 20111210/MPCPages.arc; M.P.C. 77502.

## Орбита

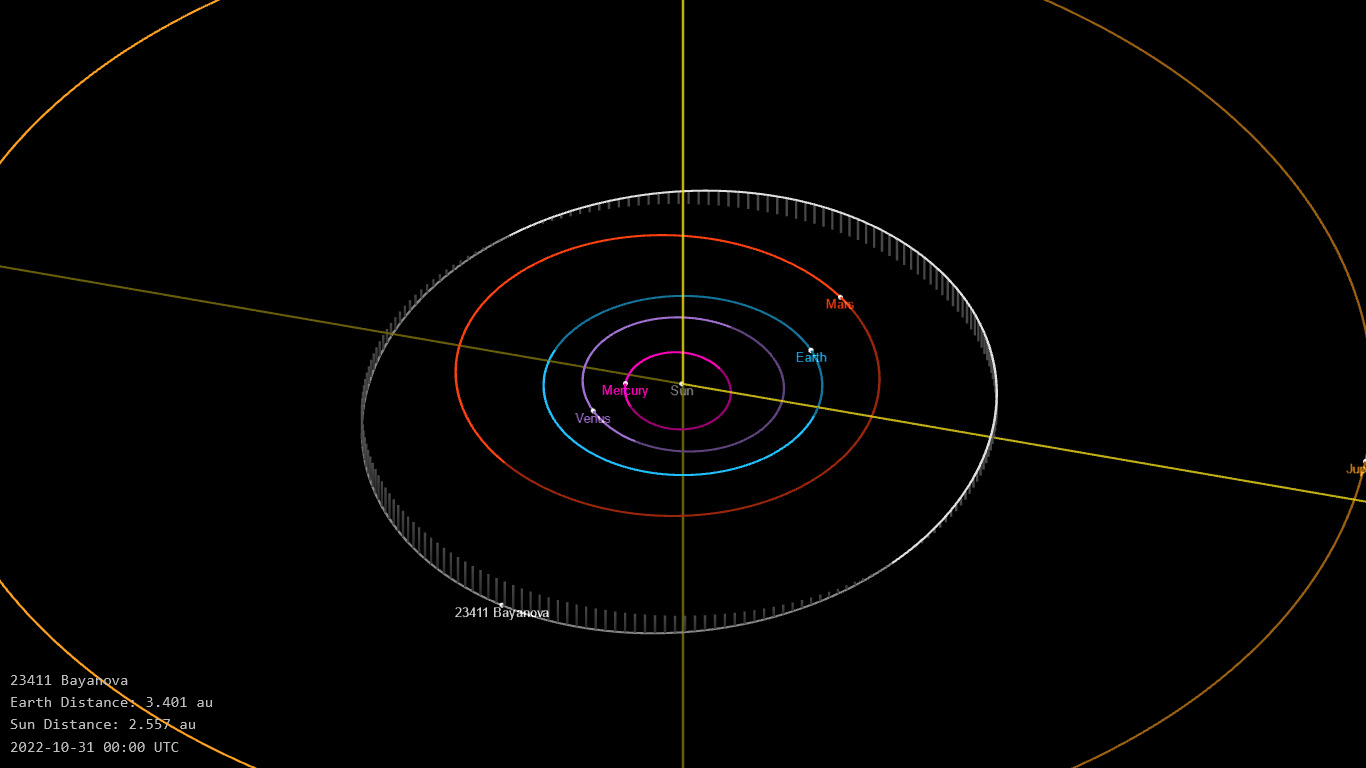
Орбита астероида Баянова и его положение в Солнечной системе

## Физические характеристики
Астероид относится к таксономическому классу S.
По результатам наблюдений в видимом и ближнем инфракрасном диапазоне космического телескопа NEOWISE диаметр астероида оценивается равным 3,560±0,141 км. Согласно тому же источнику альбедо оценивается как 0,350±0,072.